# Burza wielokomórkowa
Burza wielokomórkowa (ang. multicell storm) – burza, którą tworzy kilka połączonych pojedynczych komórek burzowych znajdujących się w różnych stadiach rozwoju.                                      
Chmura burzy wielokomórkowej dzieli się na regiony prądów wznoszących i opadających, oddzielone frontem porywistych wiatrów. Front ten może rozciągać się na kilka kilometrów przed samą chmurą, niosąc wzrost prędkości wiatru i ciśnienia  atmosferycznego, spadki temperatury i gwałtowne zmiany kierunku wiatru.
Różne części burzy wielokomórkowej, jako systemu złożonego z pojedynczych komórek burzowych, przechodzą przez kolejne stadia rozwoju chmury burzowej, w wyniku czego burze wielokomórkowe są znacznie silniejsze niż pojedyncze komórki burzowe; mogą trwać nawet kilka godzin.